# 1. Fußball-Club Nürnberg Verein für Leibesübungen 2001-2002
Questa voce raccoglie le informazioni riguardanti il 1. Fußball-Club Nürnberg Verein für Leibesübungen nelle competizioni ufficiali della stagione 2001-2002.

## Stagione
Nella stagione 2001-2002 il Norimberga, allenato da Klaus Augenthaler, concluse il campionato di Bundesliga al 15º posto. In Coppa di Germania il Norimberga fu eliminato al primo turno dall'Ulma.

## Rosa
| N. |                      | Ruolo | Calciatore         |
| -- | -------------------- | ----- | ------------------ |
| 1  | Germania (bandiera)  | P     | Darius Kampa       |
| 2  | Polonia (bandiera)   | D     | Tomasz Kos         |
| 3  | Germania (bandiera)  | D     | Frank Wiblishauser |
| 5  | Rep. Ceca (bandiera) | D     | Marek Nikl         |
| 6  | Rep. Ceca (bandiera) | C     | David Jarolím      |
| 8  | Polonia (bandiera)   | C     | Jacek Krzynówek    |
| 9  | Germania (bandiera)  | A     | Martin Driller     |
| 10 | Bulgaria (bandiera)  | C     | Stoicho Stoilov    |
| 11 | Germania (bandiera)  | C     | Kai Michalke       |
| 12 | Germania (bandiera)  | P     | Raphael Schäfer    |
| 13 | Slovenia (bandiera)  | C     | Rajko Tavčar       |
| 17 | Germania (bandiera)  | C     | Lars Müller        |
| 18 | Germania (bandiera)  | C     | Christian Möckel   |
| 19 | Germania (bandiera)  | A     | Marco Villa        |

| N. |                        | Ruolo | Calciatore           |
| -- | ---------------------- | ----- | -------------------- |
| 20 | Stati Uniti (bandiera) | D     | Tony Sanneh          |
| 23 | Brasile (bandiera)     | C     | Junior               |
| 24 | Germania (bandiera)    | C     | Dieter Frey          |
| 25 | Germania (bandiera)    | D     | Thomas Stehle        |
| 26 | Germania (bandiera)    | P     | Christian Horcher    |
| 27 | Norvegia (bandiera)    | C     | Tommy Svindal Larsen |
| 32 | Senegal (bandiera)     | A     | Louis Gomis          |
| 33 | Germania (bandiera)    | D     | Stephan Paßlack      |
| 34 | Rep. Ceca (bandiera)   | A     | Pavel David          |
| 38 | Germania (bandiera)    | D     | Andreas Wolf         |
| 40 | Brasile (bandiera)     | A     | Cacau                |
| 44 | Germania (bandiera)    | A     | Paulo Rink           |
|    | Germania (bandiera)    | P     | Sebastian Dürnagel   |

## Organigramma societario
Area tecnica
- Allenatore: Klaus Augenthaler
- Allenatore in seconda:
- Preparatore dei portieri: Michael Fuchs
- Preparatori atletici:

## Calciomercato

### Sessione estiva
| Acquisti | Acquisti             | Acquisti             | Acquisti |
| R.       | Nome                 | da                   | Modalità |
| -------- | -------------------- | -------------------- | -------- |
| A        | Paulo Rink           | Bayer Leverkusen     |          |
| C        | Tommy Svindal Larsen | Stabæk               |          |
| A        | Cacau                | Türk SV München      |          |
| C        | Dieter Frey          | Werder Brema         |          |
| C        | Kai Michalke         | Hertha Berlino       |          |
| C        | Lars Müller          | Alemannia Aquisgrana |          |
| D        | Stephan Paßlack      | Monaco 1860          |          |
| D        | Tony Sanneh          | Hertha Berlino       |          |
| P        | Raphael Schäfer      | Lubecca              |          |
| D        | Thomas Stehle        | Pfullendorf          |          |
| A        | Marco Villa          | Panathīnaïkos        |          |

| Cessioni | Cessioni            | Cessioni       | Cessioni |
| R.       | Nome                | da             | Modalità |
| -------- | ------------------- | -------------- | -------- |
| C        | Stefan Leitl        | Unterhaching   |          |
| D        | Nils-Eric Johansson | Blackburn      |          |
| A        | Dimtcho Beliakov    | RW Oberhausen  |          |
| C        | Marco Christ        | Jahn Ratisbona |          |
| D        | Sven Günther        | Schweinfurt 05 |          |
| C        | Tamandani Nsaliwa   | Saarbrücken    |          |
| C        | Jochen Weigl        | Reutlingen     |          |

### Sessione invernale
| Acquisti | Acquisti | Acquisti | Acquisti |
| R.       | Nome     | da       | Modalità |
| -------- | -------- | -------- | -------- |

| Cessioni | Cessioni            | Cessioni        | Cessioni |
| R.       | Nome                | da              | Modalità |
| -------- | ------------------- | --------------- | -------- |
| A        | Bernd Hobsch        | Carl Zeiss Jena |          |
| D        | David Bergner       | Schweinfurt 05  |          |
| C        | Adebowale Ogungbure | Reutlingen      |          |

## Risultati

### Bundesliga

#### Girone di andata
| Arbitro: | Weiner |

|                  |           |  |
| Amoroso 12’, 33’ | Marcatori |  |

| Arbitro: | Jansen |

|                        |           |  |
| Michalke 23’ Gomis 56’ | Marcatori |  |

| Arbitro: | Gagelmann |

|                |           |  |
| Kobylański 20’ | Marcatori |  |

| Arbitro: | Meyer |

|                            |           |                                    |
| Nikl 38’ Wenzel 50’ (aut.) | Marcatori | 4’, 61’ Ganea 58’ Todt 88’ Adhemar |

| Arbitro: | Kircher |

|            |           |  |
| Riseth 76’ | Marcatori |  |

| Arbitro: | Koop |

|  |           |                      |
|  | Marcatori | 67’ Lincoln 73’ Kłos |

| Arbitro: | Steinborn |

|             |           |                     |
| Baránek 24’ | Marcatori | 15’ Nikl 28’ Sanneh |

| Norimberga 29 settembre 2001, ore 15:30 CEST 8ª giornata | Norimberga | 0 – 0 referto | Amburgo | Frankenstadion (31 200 spett.)\| Arbitro: \| Kemmling \| |
| Arbitro:                                                 | Kemmling   |               |         |                                                          |

| Arbitro: | Wagner |

|                           |           |  |
| Lisztes 4’, 56’ Ernst 90’ | Marcatori |  |

| Arbitro: | Keßler |

|          |           |                             |
| Frey 75’ | Marcatori | 10’ Mięciel 62’ (aut.) Nikl |

| Arbitro: | Gagelmann |

|                  |           |                           |
| Wiblishauser 59’ | Marcatori | 20’, 90’ Paraíba 74’ Goor |

| Arbitro: | Koop |

|                                                   |           |  |
| Ponte 6’, 30’ Petrov 68’ Kennedy 87’ Munteanu 89’ | Marcatori |  |

| Arbitro: | Jansen |

|                              |           |  |
| Michalke 51’ Maul 86’ (aut.) | Marcatori |  |

| Monaco di Baviera 24 novembre 2001, ore 15:30 CET 14ª giornata | Bayern Monaco | 0 – 0 referto | Norimberga | Stadio Olimpico (63 000 spett.)\| Arbitro: \| Weiner \| |
| Arbitro:                                                       | Weiner        |               |            |                                                         |

| Arbitro: | Strampe |

|  |           |                                |
|  | Marcatori | 61’ (rig.) Hajto 90’, 90’ Sand |

| Arbitro: | Wagner |

|                                                   |           |                |
| Roberto 27’ Sebescen 62’ Ballack 63’ Neuville 85’ | Marcatori | 26’, 58’ Cacau |

| Norimberga 15 dicembre 2001, ore 15:30 CET 17ª giornata | Norimberga | 0 – 0 referto | St. Pauli | Frankenstadion (20 000 spett.)\| Arbitro: \| Fröhlich \| |
| Arbitro:                                                | Fröhlich   |               |           |                                                          |

#### Girone di ritorno
| Arbitro: | Meyer |

|                     |           |                       |
| Müller 52’ Nikl 66’ | Marcatori | 73’ Ricken 76’ Stević |

| Arbitro: | Kinhöfer |

|                        |           |  |
| Bruns 41’ Iashvili 49’ | Marcatori |  |

| Arbitro: | Steinborn |

|                               |           |  |
| Rink 60’ Krzynówek 87’ (rig.) | Marcatori |  |

| Arbitro: | Koop |

|                      |           |                           |
| Bordon 24’ Ganea 60’ | Marcatori | 15’, 26’ Cacau 77’ Larsen |

| Arbitro: | Kemmling |

|                     |           |              |
| Rink 35’ Tavčar 65’ | Marcatori | 48’ Bierofka |

| Arbitro: | Krug |

|                         |           |            |
| Lokvenc 31’ Bjelica 71’ | Marcatori | 90’ Sanneh |

| Arbitro: | Berg |

|               |           |  |
| Cacau 2’, 71’ | Marcatori |  |

| Arbitro: | Merk |

|                                      |           |               |
| Kampa 22’ (aut.) Fukal 39’ Antar 86’ | Marcatori | 41’ Krzynówek |

| Arbitro: | Keßler |

|  |           |                                        |
|  | Marcatori | 6’ Frings 21’, 30’ Ailton 51’ Stalteri |

| Arbitro: | Berg |

|                   |           |  |
| Sanneh 28’ (aut.) | Marcatori |  |

| Arbitro: | Weiner |

|               |           |  |
| Alves 3’, 32’ | Marcatori |  |

| Arbitro: | Steinborn |

|                                         |           |  |
| Rink 14’ Krzynówek 74’ (rig.) Gomis 86’ | Marcatori |  |

| Arbitro: | Fröhlich |

|              |           |  |
| Arvidsson 4’ | Marcatori |  |

| Arbitro: | Krug |

|                      |           |                       |
| Krzynówek 73’ (rig.) | Marcatori | 11’ Élber 41’ Pizarro |

| Arbitro: | Fandel |

|                       |           |               |
| Böhme 54’ Wałdoch 66’ | Marcatori | 62’ Krzynówek |

| Arbitro: | Merk |

|          |           |  |
| Nikl 23’ | Marcatori |  |

| Arbitro: | Aust |

|                      |           |                              |
| Patschinski 19’, 90’ | Marcatori | 15’ Junior 22’, 67’ Michalke |

### Coppa di Germania
| Arbitro: | Kinhöfer |

|                                  |           |             |
| Skowranek 25’ Trkulja 60’ (rig.) | Marcatori | 40’ Stoilov |

## Statistiche

### Statistiche di squadra
| Competizione      | Punti | In casa | In casa | In casa | In casa | In casa | In casa | In trasferta | In trasferta | In trasferta | In trasferta | In trasferta | In trasferta | Totale | Totale | Totale | Totale | Totale | Totale | DR  |
| Competizione      | Punti | G       | V       | N       | P       | Gf      | Gs      | G            | V            | N            | P            | Gf           | Gs           | G      | V      | N      | P      | Gf     | Gs     | DR  |
| ----------------- | ----- | ------- | ------- | ------- | ------- | ------- | ------- | ------------ | ------------ | ------------ | ------------ | ------------ | ------------ | ------ | ------ | ------ | ------ | ------ | ------ | --- |
| Bundesliga        | 34    | 17      | 7       | 3       | 7       | 21      | 23      | 17           | 3            | 1            | 13           | 13           | 34           | 34     | 10     | 4      | 20     | 34     | 57     | -23 |
| Coppa di Germania | -     | 0       | 0       | 0       | 0       | 0       | 0       | 1            | 0            | 0            | 1            | 1            | 2            | 1      | 0      | 0      | 1      | 1      | 2      | -1  |
| Totale            | 34    | 17      | 7       | 3       | 7       | 21      | 23      | 18           | 3            | 1            | 14           | 14           | 36           | 35     | 10     | 4      | 21     | 35     | 59     | -24 |

### Andamento in campionato
| Giornata  | 1  | 2  | 3  | 4  | 5  | 6  | 7  | 8  | 9  | 10 | 11 | 12 | 13 | 14 | 15 | 16 | 17 | 18 | 19 | 20 | 21 | 22 | 23 | 24 | 25 | 26 | 27 | 28 | 29 | 30 | 31 | 32 | 33 | 34 |
| --------- | -- | -- | -- | -- | -- | -- | -- | -- | -- | -- | -- | -- | -- | -- | -- | -- | -- | -- | -- | -- | -- | -- | -- | -- | -- | -- | -- | -- | -- | -- | -- | -- | -- | -- |
| Luogo     | T  | C  | T  | C  | T  | C  | T  | C  | T  | C  | C  | T  | C  | T  | C  | T  | C  | C  | T  | C  | T  | C  | T  | C  | T  | C  | T  | T  | C  | T  | C  | T  | C  | T  |
| Risultato | P  | V  | P  | P  | P  | P  | V  | N  | P  | P  | P  | P  | V  | N  | P  | P  | N  | N  | P  | V  | V  | V  | P  | V  | P  | P  | P  | P  | V  | P  | P  | P  | V  | V  |
| Posizione | 16 | 10 | 13 | 15 | 16 | 16 | 14 | 14 | 16 | 18 | 18 | 18 | 16 | 16 | 17 | 17 | 17 | 17 | 17 | 16 | 16 | 14 | 16 | 13 | 15 | 15 | 15 | 15 | 15 | 15 | 15 | 15 | 15 | 15 |

Legenda:

Luogo: C = Casa; T = Trasferta. Risultato: V = Vittoria; N = Pareggio; P = Sconfitta.

### Statistiche dei giocatori
| Giocatore          | Bundesliga | Bundesliga | Bundesliga  | Bundesliga | Coppa di Germania | Coppa di Germania | Coppa di Germania | Coppa di Germania | Totale   | Totale | Totale      | Totale     |
| Giocatore          | Presenze   | Reti       | Ammonizioni | Espulsioni | Presenze          | Reti              | Ammonizioni       | Espulsioni        | Presenze | Reti   | Ammonizioni | Espulsioni |
| ------------------ | ---------- | ---------- | ----------- | ---------- | ----------------- | ----------------- | ----------------- | ----------------- | -------- | ------ | ----------- | ---------- |
| D. Bergner         | 0          | 0          | 0           | 0          | 0                 | 0                 | 0                 | 0                 | 0        | 0      | 0           | 0          |
| C. Cacau           | 17         | 6          | 5           | 0          | 0                 | 0                 | 0                 | 0                 | 17       | 6      | 5           | 0          |
| P. David           | 2          | 0          | 1           | 0          | 0                 | 0                 | 0                 | 0                 | 2        | 0      | 1           | 0          |
| M. Driller         | 11         | 0          | 1           | 0          | 0                 | 0                 | 0                 | 0                 | 11       | 0      | 1           | 0          |
| S. Dürnagel        | 0          | 0          | 0           | 0          | 0                 | 0                 | 0                 | 0                 | 0        | 0      | 0           | 0          |
| D. Frey            | 13         | 1          | 6           | 0          | 1                 | 0                 | 0                 | 0                 | 14       | 1      | 6           | 0          |
| L. Gomis           | 25         | 2          | 2           | 0          | 1                 | 0                 | 0                 | 0                 | 26       | 2      | 2           | 0          |
| B. Hobsch          | 5          | 0          | 0           | 0          | 1                 | 0                 | 0                 | 0                 | 6        | 0      | 0           | 0          |
| C. Horcher         | 0          | 0          | 0           | 0          | 0                 | 0                 | 0                 | 0                 | 0        | 0      | 0           | 0          |
| D. Jarolím         | 28         | 0          | 9           | 0          | 1                 | 0                 | 0                 | 0                 | 29       | 0      | 9           | 0          |
| N. Johansson       | 8          | 0          | 2           | 0          | 0                 | 0                 | 0                 | 0                 | 8        | 0      | 2           | 0          |
| J. Junior          | 9          | 1          | 2           | 0          | 0                 | 0                 | 0                 | 0                 | 9        | 1      | 2           | 0          |
| D. Kampa           | 32         | 0          | 0           | 0          | 1                 | 0                 | 0                 | 0                 | 33       | 0      | 0           | 0          |
| T. Kos             | 27         | 0          | 8           | 2          | 1                 | 0                 | 0                 | 0                 | 28       | 0      | 8           | 2          |
| J. Krzynówek       | 29         | 5          | 2           | 0          | 1                 | 0                 | 1                 | 0                 | 30       | 5      | 3           | 0          |
| T. Larsen          | 21         | 1          | 3           | 1          | 0                 | 0                 | 0                 | 0                 | 21       | 1      | 3           | 1          |
| S. Leitl           | 5          | 0          | 1           | 0          | 1                 | 0                 | 0                 | 0                 | 6        | 0      | 1           | 0          |
| K. Michalke        | 28         | 4          | 2           | 0          | 0                 | 0                 | 0                 | 0                 | 28       | 4      | 2           | 0          |
| C. Möckel          | 7          | 0          | 0           | 0          | 0                 | 0                 | 0                 | 0                 | 7        | 0      | 0           | 0          |
| L. Müller          | 28         | 1          | 4           | 0          | 1                 | 0                 | 0                 | 0                 | 29       | 1      | 4           | 0          |
| M. Nikl            | 31         | 4          | 5           | 1          | 1                 | 0                 | 0                 | 0                 | 32       | 4      | 5           | 1          |
| A. Ogungbure       | 3          | 0          | 0           | 0          | 0                 | 0                 | 0                 | 0                 | 3        | 0      | 0           | 0          |
| S. Paßlack         | 19         | 0          | 3           | 0          | 0                 | 0                 | 0                 | 0                 | 19       | 0      | 3           | 0          |
| P. Rink            | 19         | 3          | 4           | 0          | 0                 | 0                 | 0                 | 0                 | 19       | 3      | 4           | 0          |
| T. Sanneh          | 30         | 2          | 2           | 0          | 1                 | 0                 | 1                 | 0                 | 31       | 2      | 3           | 0          |
| R. Schäfer         | 2          | 0          | 0           | 0          | 0                 | 0                 | 0                 | 0                 | 2        | 0      | 0           | 0          |
| T. Stehle          | 12         | 0          | 2           | 0          | 0                 | 0                 | 0                 | 0                 | 12       | 0      | 2           | 0          |
| S. Stoilov         | 8          | 0          | 0           | 0          | 1                 | 1                 | 0                 | 0                 | 9        | 1      | 0           | 0          |
| A. Störzenhofecker | 0          | 0          | 0           | 0          | 0                 | 0                 | 0                 | 0                 | 0        | 0      | 0           | 0          |
| R. Tavčar          | 12         | 1          | 2           | 0          | 0                 | 0                 | 0                 | 0                 | 12       | 1      | 2           | 0          |
| M. Villa           | 6          | 0          | 0           | 0          | 1                 | 0                 | 0                 | 0                 | 7        | 0      | 0           | 0          |
| F. Wiblishauser    | 19         | 1          | 5           | 0          | 1                 | 0                 | 0                 | 0                 | 20       | 1      | 5           | 0          |
| A. Wolf            | 4          | 0          | 1           | 0          | 0                 | 0                 | 0                 | 0                 | 4        | 0      | 1           | 0          |